# Калифорнийский университет в Беркли
Калифорнийский университет в Беркли (англ. The University of California, Berkeley) — американский государственный исследовательский университет, расположенный в Беркли, штат Калифорния. Старейший из десяти кампусов Калифорнийского университета. Считается лучшим университетом штата в мире, единственный подобный входит в пятерку лучших учебных заведений мира (находился в ней на протяжении десятилетий). В 2010 году занял второе место в академическом рейтинге лучших университетов мира, одновременно, по версии этого же рейтинга, занял первое место в мире по естественным наукам. В 2019 году только 14 тыс. из 90 тыс. абитуриентов были приняты в Беркли, что делает процесс приёма весьма конкурентным. Университет предлагает более 350 образовательных программ.
Университет пользуется мировой известностью как один из лучших центров подготовки специалистов по компьютерным и информационным технологиям, экономике, праву, бизнесу, физике, химии, биологии. Физики из Беркли сыграли ключевую роль в разработке атомной бомбы во время Второй мировой войны и водородной бомбы после неё. Учёные из Беркли изобрели циклотрон, исследовали антипротон, сыграли ключевую роль в разработке лазера, объяснили процессы, лежащие в основе фотосинтеза, открыли множество химических элементов, включая сиборгий, плутоний, берклий, лоуренсий и калифорний. Именно в Беркли получила начало операционная система BSD (и лицензия BSD). По состоянию на 2021 год, 114 лауреатов Нобелевской премии были связаны с Калифорнийским университетом в Беркли.
Беркли известен своей историей студенческого активизма. Наиболее известные акции: Движение за Свободу Слова в 1964 году — акция протеста, начавшаяся после попытки университета убрать распространителей политических памфлетов из кампуса и Восстание в народном парке в 1968 году, состоявшееся во время волны протестов иностранных студентов, прокатившаяся в 1960-х годах, ассоциированная с культурой «хиппи». Однако, несмотря на студенческий активизм и бунтарство, кампус Беркли со своими многочисленными зелёными уголками и зданиями, известными своей архитектурой, удивительно спокоен.

## История

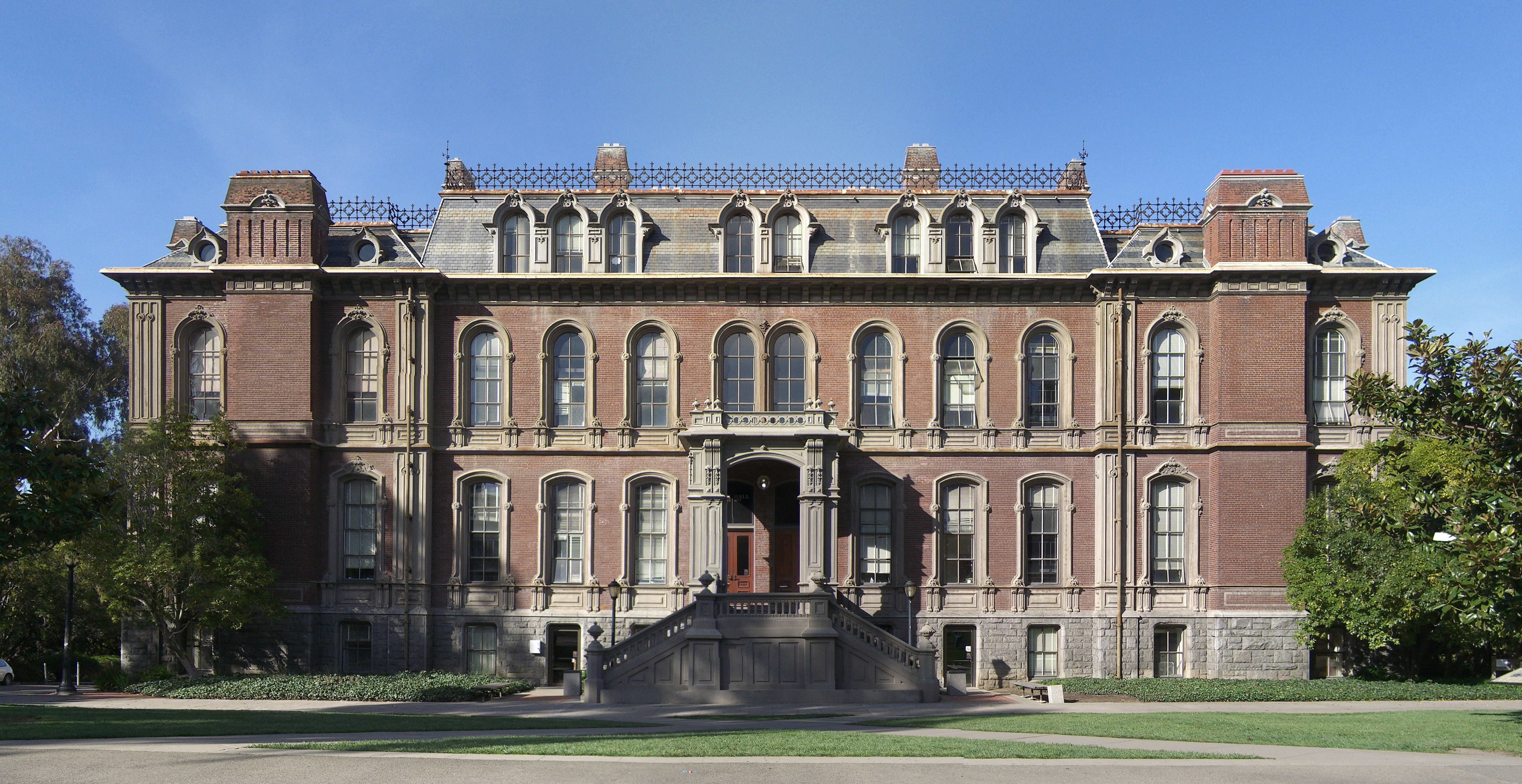
South Hall (1873), одно из двух оставшихся первоначальных зданий Университета

В 1866 году территория, где сейчас находится университетский городок Беркли, приобретена частным Калифорнийским колледжем, основанным конгрегационалистским священником Генри Дюрантом в 1855 году. Не имея достаточно денег для существования, 23 марта 1868 года Калифорнийский колледж слился с государственным Колледжем сельского хозяйства, горного и механического дела, сформировав тем самым Университет Калифорнии. Дюрант стал первым президентом университета. В 1869 году университет открылся в Окленде в зданиях бывшего Калифорнийского колледжа. В 1873 году, после завершения строительства здания Северного и Южного холлов, университет переехал в Беркли. На тот момент там училось 167 молодых людей и 22 девушек-студентов.
Университет достиг зрелости под руководством Бенджамина Иде Уилера, который был президентом университета с 1899 по 1919 год. Его репутация выросла, когда президент сумел привлечь новых преподавателей в университет и обеспечить фонды для исследований и стипендий. Университетский городок начал выглядеть как современный университет со зданиями в стиле бозара и неоклассицизма, построенными архитектором Джоном Галеном Говардом. Эти здания формируют ядро современной архитектуры в Беркли.
Роберт Гордон Спраул занял президентское кресло в 1930 году, и за время его управления в течение 28 лет Беркли приобрёл международную известность как один из крупнейших университетских научных центров. Перед тем как занять должность, Спраул совершает шестимесячную поездку в другие известные университеты и колледжи мира, как с целью изучить их методы обучения и управления, так и наладить связи, с помощью которых он мог бы привлекать талантливых учёных в свой университет в будущем.
Несмотря на снижение финансирования во время Великой депрессии и Второй мировой войны, Спраул поддерживал уровень науки и образования, привлекая частные фонды. В 1942 году Американский совет образования назвал Беркли вторым, после Гарварда, университетом по числу выдающихся факультетов.
В течение Второй мировой войны Национальная лаборатория имени Лоуренса в Беркли начала работать с американской армией над разработкой атомной бомбы, основанной на передовых исследованиях Беркли в области ядерной физики (учитывая секретное тогда открытие плутония Гленном Сиборгом). Профессор физики Роберт Оппенгеймер был назначен научным руководителем Манхэттенского проекта в 1942 году. Комната 307 в Холле Гилмана, где Сиборг открыл плутоний, сейчас является исторической достопримечательностью. Две другие лаборатории, которые управляются Университетом Калифорнии, Лос-Аламосская и Ливерморская, основаны в то же время в 1943 и 1952 годах соответственно.
В период эры маккартизма в 1949 году Совет правления принял антикоммунистическую клятву, которую должен был подписать каждый работник. Многие преподаватели не согласились сделать это и должны были покинуть университет. Их восстановили, с выплатой зарплаты за всё время, когда они отсутствовали, десять лет спустя. По имени одного из них, Эдварда Толмена — выдающегося физиолога, сейчас назван один из домов в университетском городке, где расположен факультет психологии и педагогики. Другую клятву, «поддерживать и защищать Конституцию Соединённых Штатов и штата Калифорния против всех врагов, внутренних и внешних» («support and defend the Constitution of the United States and the Constitution of the State of California against all enemies, foreign and domestic»), все сотрудники университета Калифорнии всё ещё должны подписывать.

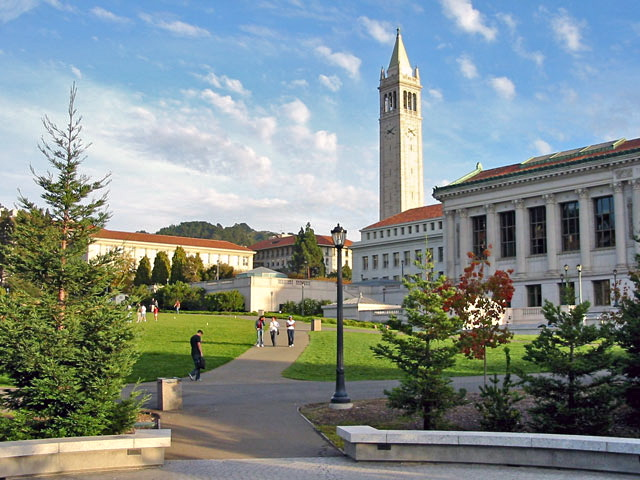
Мемориал Глейд в центре кампуса Беркли.

В 1952 году Университет Калифорнии стал организацией, отделённой от Берклийского университета, в результате глобальной реструктуризации системы Университета Калифорнии. Каждому университету предоставлена некоторая автономия и свой ректор. Спраул стал президентом всей системы, и Кларк Керр стал первым ректором Университета Беркли.
Академические достижения университета немного пострадали от студенческих беспорядков во время Движения за Свободу Слова в 1964 году. Студенческие протесты продолжились до начала 1970-х годов, иногда даже более агрессивных, чем в прошлом. Антивоенные кампании превращались в бунты: так, в 1967 году полиция вынуждена использовать слезоточивый газ против толпы. В 1969 году группа студентов Беркли захватила пустую территорию «Народного парка», на которой Университет планировал построить общежитие. Калифорнийский губернатор Рональд Рейган, который обещал во время избирательной кампании «очистить от мусора» Беркли, отстранил ректора Керра спустя несколько недель после того, как тот занял пост, потому что Керр отказался запретить Движение за Свободу Слова. Университет в результате был занят войсками Национальной гвардии. Университет впоследствии сдался, но только после того, как несколько десятков человек были госпитализированы, один полицейский ранен и один студент убит.
Летом 1970 года во время беспорядков в Калифорнийском университете в Беркли полицейские подавили протест, стреляя по протестующим 37-мм резиновыми пулями (это был первый случай применения резиновых пуль на территории США).
Сейчас студенты Беркли гораздо менее политически активны, даже по сравнению с преподавателями, и их мнения ближе к точке зрения большинства американцев. Но университет и сейчас является одним из главных центров протестов против войн в Афганистане и Ираке.

## Структура университета

### Ректоры

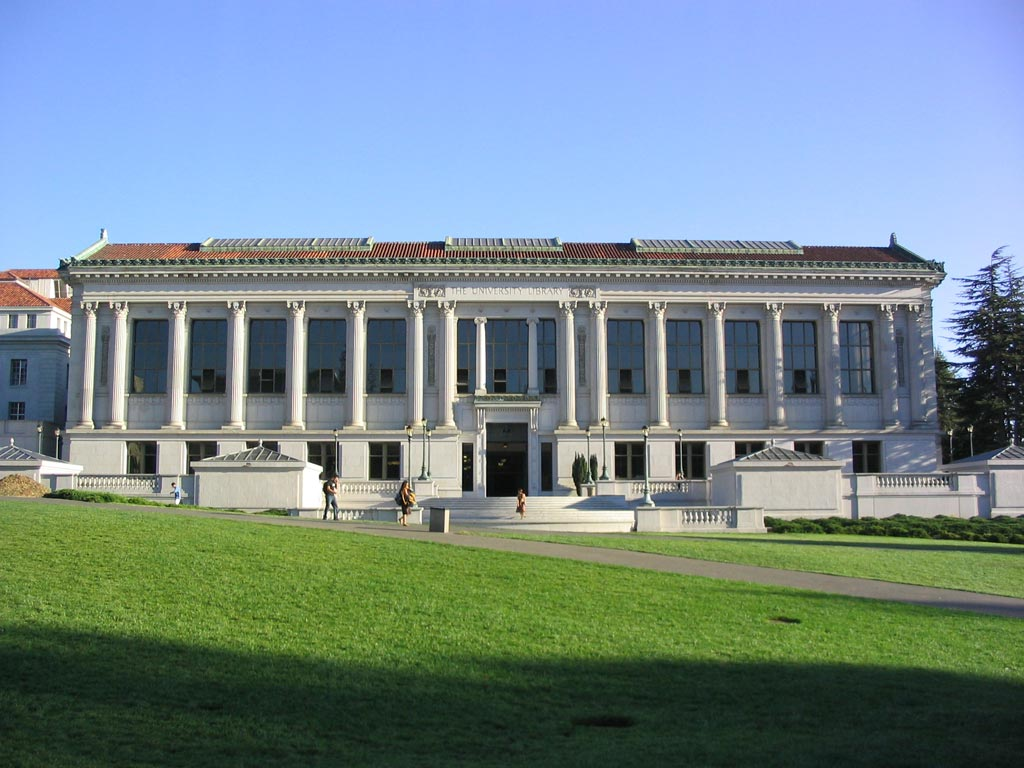
Северная часть Библиотека До со стороны Мемориал Глейд

Должность ректора создана в 1952 году при реорганизации Университета Калифорнии, с того момента пост занимали двенадцать ректоров (и один исполняющий обязанности ректора):
1. Кларк Керр[англ.] (1952—1958);
2. Гленн Сиборг (1958—1961);
3. Эдвард Стронг (1961—1965);
4. Мартин Меерсон[англ.] (1965, acting);
5. Роджер Гейнс (1965—1971);
6. Алберт Бовкер[англ.] (1971—1980);
7. Ира Майкл Хейман[англ.] (1980—1990);
8. Чанг-Ли Тиен[англ.] (1990—1997);
9. Роберт Бердал[англ.] (1997—2004);
10. Роберт Биржено[англ.] (2004—2013);
11. Николас Диркс[англ.] (2013—2017);
12. Кэрол Крайст[англ.] (2017—2024);
13. Ричард Лайонс[англ.] (2024 — н.в.).

### Подразделения

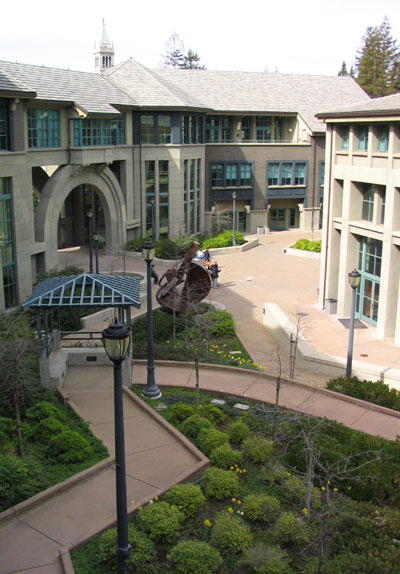
Школа бизнеса имени Хааса

При 130 факультетах Беркли организованы 14 колледжей и школ. («Колледжи» могут быть для студентов и аспирантов, тогда как «школы» бывают только аспирантские, в частности Школы бизнеса):
- Школа бизнеса имени Уолтера Хааса[англ.];
- Колледж химии[англ.];
- Педагогическая школа;
- Инженерный колледж[англ.];
- Колледж внешнего дизайна;
- Школа журналистики[англ.];
- Юридическая школа;
- Школа информационных технологий;
- Колледж литературы и науки;
- Колледж природных ресурсов[англ.];
- Школа оптометрии[англ.];
- Школа здравоохранения;
- Школа государственной политики имени Голдмана;
- Школа социальной защиты.

Также в университете работает Национальная лаборатория имени Лоуренса в Беркли.

## В астрономии
В честь университета назван астероид (716) Беркли, открытый в 1911 году.

## Статистика
По данным на 2013 год:
- Количество абитуриентов: 50 312 чел., из них приняты к зачислению 25,6 %
- Количество студентов: 35 899
  - Бакалавров: 25 774
  - Магистров и докторов: 10 125